# Lycium pilifolium
Lycium pilifolium ist eine Pflanzenart aus der Gattung der Bocksdorne (Lycium) in der Familie der Nachtschattengewächse (Solanaceae).

## Beschreibung
Lycium pilifolium ist ein 0,3 bis 0,5 m hoher, starrer Zwergstrauch. Die Laubblätter sind schwach sukkulent und filzig behaart. Sie werden 3 bis 10 mm lang und 1 bis 4 mm breit. 
Die Blüten sind zwittrig und fünfzählig. Der Kelch ist glockenförmig und auf der Außenseite feinborstig mit sowohl langen als auch kurzen drüsigen Trichomen besetzt. Die Kelchröhre erreicht eine Länge von 6 bis 7 mm und ist mit 3 bis 3,5 mm langen Kelchzipfeln besetzt. Die Krone ist eiförmig-langgestreckt bis halbkugelförmig und zurückgebogen. Sie ist cremeweiß gefärbt, die Adern und die Kronlappen sind lila. Die Kronröhre wird 7 bis 10 mm lang, die Kronlappen haben eine Länge von 3 bis 4 mm. Die Staubfäden sind knapp oberhalb der Basis dicht filzig behaart.
Die Frucht ist eine gelbe, kugelförmige Beere mit einem Durchmesser von 6 bis 10 mm.

## Vorkommen
Die Art ist auf dem Afrikanischen Kontinent verbreitet und kommt dort in Südafrika in den Provinzen Nordkap und Freistaat, sowie in Namibia vor.

## Belege
- J.S. Miller und R.A. Levin: Lycium pilifolium. In: Project Lycieae